# Liste der Stolpersteine in Berlin-Mahlsdorf
Die Liste der Stolpersteine in Berlin-Mahlsdorf enthält die Stolpersteine im Berliner Ortsteil Mahlsdorf im Bezirk Marzahn-Hellersdorf, die an das Schicksal der Menschen erinnern, die im Nationalsozialismus ermordet, deportiert, vertrieben oder in den Suizid getrieben wurden. Die Tabelle erfasst insgesamt 23 Stolpersteine und ist teilweise sortierbar; die Grundsortierung erfolgt alphabetisch nach dem Familiennamen.
| Bild | Name                 | Adresse und Koordinate () | Adresse und Koordinate () | Verlegedatum  | Leben |
| ---- | -------------------- | ------------------------- | ------------------------- | ------------- | --- |
|      | Berthold Guthmann    | Lemkestraße 156           | 52.52185 13.63193         | 28. März 2013 | Berthold Guthmann wurde am 10. Juni 1924 in Berlin geboren und lebte bis zu seiner Deportation am 5. September 1942 in das KZ Buchenwald in der Lemkestraße 156. Er überlebte den Aufenthalt im KZ nicht. |
|      | Charlotte Guthmann   | Lemkestraße 156           | 52.52185 13.63193         | 28. März 2013 | Charlotte Guthmann wurde am 17. September 1893 in Budapest geboren und lebte bis zu ihrer Deportation am 4. März 1943 in das KZ Auschwitz in der Lemkestraße 156. Sie überlebte den Aufenthalt im KZ nicht. |
|      | Eva Guthmann         | Lemkestraße 156           | 52.52185 13.63193         | 28. März 2013 | Eva Guthmann wurde am 24. Oktober 1928 in Berlin geboren und lebte bis zu ihrer Deportation am 4. März 1943 in das KZ Auschwitz in der Lemkestraße 156. Sie überlebte den Aufenthalt im KZ nicht. |
|      | Hans Guthmann        | Lemkestraße 156           | 52.52185 13.63193         | 28. März 2013 | Hans Guthmann wurde am 25. Juni 1927 in Berlin geboren und lebte bis zu seiner Deportation am 2. März 1943 in das KZ Auschwitz in der Lemkestraße 156. Er überlebte den Aufenthalt im KZ nicht. |
|      | Leopold Guthmann     | Lemkestraße 156           | 52.52185 13.63193         | 28. März 2013 | Leopold Guthmann wurde am 2. September 1925 in Berlin geboren und lebte bis zu seiner Deportation am 3. April 1943 in das KZ Buchenwald in der Lemkestraße 156. Er überlebte den Aufenthalt im KZ. |
|      | Maria Guthmann       | Lemkestraße 156           | 52.52185 13.63193         | 28. März 2013 | Maria Guthmann wurde am 19. April 1937 in Berlin geboren und lebte bis zu ihrer Deportation am 4. März 1943 in das KZ Auschwitz in der Lemkestraße 156. Sie überlebte den Aufenthalt im KZ nicht. |
|      | Otto Guthmann        | Lemkestraße 156           | 52.52185 13.63193         | 28. März 2013 | Otto Guthmann wurde am 17. Dezember 1885 in Berlin geboren und lebte bis zu seiner Deportation am 4. März 1943 in das KZ Auschwitz in der Lemkestraße 156. Er überlebte den Aufenthalt im KZ nicht. |
|      | Alice Herz           | Akazienallee 4            | 52.4793 13.6027           | 6. Okt. 2023  | Alice Herz wurde am 25. Mai 1882 in Hamburg geboren. Sie stammte aus einer jüdischen Kaufmannsfamilie und floh mit ihrer Tochter Helga 1933 vor den Nazis ins Ausland. Sie starb am 17. März 1965 in Detroit (USA), nachdem sie sich aus Protest gegen den Vietnamkrieg an einer Straßenkreuzung selbst in Brand gesteckt hatte. |
|      | Helga Herz           | Akazienallee 4            | 52.4793 13.6027           | 6. Okt. 2023  | Helga Herz wurde am 9. August 1912 in Güstrow geboren. Sie flüchtete 1933 mit ihrer Mutter Alice Herz nach Frankreich und später in die USA. Sie starb dort am 27. Februar 2010 in Silver Spring. |
|      | Denny Lange          | Lohengrinstraße 2         | 52.51197 13.60384         | 22. Mai 2008  | Sohn von Heinrich und Rosa Lange. Ende 1942 in das KZ Auschwitz deportiert. Dort ermordet. |
|      | Heinrich Lange       | Lohengrinstraße 2         | 52.51197 13.60384         | 22. Mai 2008  | Lebte mit seiner Frau Rosa, den beiden Kindern Salo und Denny, dem Sohn von Rosa aus erster Ehe, Manfred Lichtenstein, sowie seinem Bruder (?) Max auf 1½ Zimmern in einer Wohnlaube. Ende 1942 in das KZ Auschwitz deportiert. Dort ermordet. |
|      | Max Lange            | Lohengrinstraße 2         | 52.51197 13.60384         | 22. Mai 2008  | Wahrscheinlich ein Bruder von Heinrich Lange, der mit dessen Familie zusammen wohnte. Ende 1942 in das KZ Auschwitz deportiert. Dort ermordet. |
|      | Rosa Lange           | Lohengrinstraße 2         | 52.51197 13.60384         | 22. Mai 2008  | Lebte mit ihrem Mann Heinrich, den beiden Kindern Salo und Denny, dem Sohn aus erster Ehe, Manfred Lichtenstein, sowie dem Schwager (?) Max auf 1½ Zimmern in einer Wohnlaube. Ende 1942 in das KZ Auschwitz deportiert. Dort ermordet. |
|      | Salo Lange           | Lohengrinstraße 2         | 52.51197 13.60384         | 22. Mai 2008  | Sohn von Heinrich und Rosa Lange. Ende 1942 in das KZ Auschwitz deportiert. Dort ermordet. |
|      | Manfred Lichtenstein | Lohengrinstraße 2         | 52.51197 13.60384         | 22. Mai 2008  | Sohn von Rosa Lange aus erster Ehe. Ende 1942 in das KZ Auschwitz deportiert. Dort ermordet. |
|      | Charlotte Przybilla  | Wielandstraße 20          | 52.481 13.5892            | 6. Okt. 2023  | Charlotte Przybilla (1895–1953) engagierte sich in der Frauenarbeit der KPD. |
|      | Johann Przybilla     | Wielandstraße 20          | 52.481 13.5892            | 6. Okt. 2023  | Johann Przybilla (1887–1945) war Kohlenhändler und Mitglied der KPD. Er beherbergte politisch Verfolgte, wurde 1943 verhaftet, zu drei Jahren Zuchthaus verurteilt und 1945 im Zuchthaus Brandenburg hingerichtet. |
|      | Walter Reissner      | Eichenhofweg 9            | 52.49171 13.60532         | 22. Mai 2008  | Walter Reissner war Maler und Bildhauer und wohnte seit 1922 in Mahlsdorf. Am 4. März 1943 wurde er in das KZ Auschwitz deportiert. Dort ermordet. |
|      | Heymann Saloschin    | Bergedorfer Straße 187    | 52.48098 13.59671         | 14. Nov. 2015 | Heymann Jonas Saloschin wurde am 19. August 1878 in Lissa geboren. Am 5. Juli 1941 wurde er aus unbekanntem Grund im KZ Sachsenhausen inhaftiert und kam dort am 1. November 1941 zu Tode. Einen Monat später wurde er auf dem Jüdischen Friedhof Weißensee beigesetzt. Er war seit 1927 mit der nichtjüdischen Hermine Saloschin (1892 in Hamburg geborene Wiechmann) verheiratet. |
|      | Alexander Scheucher  | Hönower Straße 213        |                           | 3. Sep. 2018  | Alexander Scheucher wohnte mit seiner Frau Agnes und seinem Sohn Ludwig mindestens seit 1926 in Mahlsdorf in der Hönower Straße 60, die ab 1938 zur Nummer 213 wurde. Er betrieb als Kaufmann mit seiner Frau bis 1933 eine Wäsche- und Trikotagen-Handel (Woll- und Kurzwaren) in der Blumenstraße 1 in Friedrichshain. Ab 1933 musste das Geschäft an den Wohnort verlegt werden und wurde dort bis zum Zwangsverkauf des Hauses 1940 geführt. Nach dem Hausverkauf zogen er und seine Frau zur Mutter von Agnes Scheucher in die Marienburger Straße 7 im Prenzlauer Berg. Am 11. Januar 1942 wurden sie von dort zur Synagoge in die Levetzowstraße gebracht und von da aus zwei Tage später über den Bahnhof Grunewald in das Rigaer Ghetto deportiert, wo sie am 16. Januar ankamen. Am 2. November 1943 wurde Alexander Scheucher mit der Auflösung des Ghettos Riga nach Auschwitz überstellt, kam dort am 5. November an und wurde noch am selben Tag ermordet. Seine Frau und sein Sohn haben den Holocaust überlebt und sind in die USA übergesiedelt, dort aber inzwischen verstorben. |
|      | Karl Vesper          | Briesener Weg 170         |                           | 23. Sep. 2024 | |
|      | Arthur Weisbrodt     | Greifswalder Straße 49    |                           | 23. Sep. 2024 | |
|      | Frieda Weisbrodt     | Greifswalder Straße 49    |                           | 23. Sep. 2024 | |